# Котляровское
Котляровское (укр. Котлярівське) — село,
Шевченковский сельский совет,
Синельниковский район,
Днепропетровская область,
Украина.
Код КОАТУУ — 1224888505. Население по переписи 2001 года составляло 139 человек.

## Географическое положение
Село Котляровское находится на правом берегу реки Средняя Терса,
выше по течению на расстоянии в 2 км расположено село Великомихайловка,
ниже по течению на расстоянии в 0,5 км расположено село Миролюбовка,
на противоположном берегу — село Рудево-Николаевка.